# Latković
Latković (Cyrillisch: Латковић) is een dorp in de Servische gemeente Ljig in het district Kolubara. In het dorp woonden volgens de volkstelling van 2002 443 personen, hetgeen een daling met 95 betekent in vergelijking met de volkstelling van 1991.

## Bevolkingssamenstelling
In het dorp wonen 358 volwassenen, en de gemiddelde leeftijd van de bevolking bedraagt 42,6 jaar (40,4 bij de mannen en 45,0 bij de vrouwen). Het dorp telt 144 huishoudens van gemiddeld 3,08 personen.
Het dorp wordt volgens de volkstelling van 2002 nagenoeg uitsluitend bevolkt door Serviërs; slechts één persoon gaf een andere etniciteit op (Joegoslaaf). In de daaropvolgende drie volkstellingen werd een daling van het bevolkingsaantal vastgesteld.